# Catapani d'Italia
Lista dei catapani del Catepanato d'Italia dell'Impero bizantino.
| Successione dei Catapani d'Italia |                |                                           | |                                                                                            | |
| Dal                               | Al             | Catapano                                  | fonte | Imperatore di Bisanzio                                                                     | Eventi |
| 969                               | 969            | Eugenio                                   | Chronicon Salernitanum, 175-176 | Niceforo II Foca                                                                           | Nell'estate 969 Eugenio cattura Pandolfo I di Benevento presso Bovino, lo manda a Costantinopoli e impone il predominio imperiale su Napoli e Salerno. Viene richiamato dall'imperatore per la sua crudeltà. |
| 970                               | 975            | Michele Abidela                           | Chronicon Salernitanum, 176-177 | Giovanni I Zimisce                                                                         | Nella primavera 970 Ottone I assedia ed espugna Ascoli difesa da Abidelas e devasta altre città bizantine. Nel 975 Michele catapano d'Italia rilascia un privilegio a Taranto. Dal 976 al 982 una disastrosa invasione saracena interessa le città costiere della Puglia e della Calabria. |
| 982                               | 984            | Calociro Delfina                          | Lupo, 55 | Basilio II                                                                                 | Nel 982 Calociro prende possesso della carica di catapano a Bari e a dicembre riconquista Ascoli. luglio 982: battaglia navale di Capo Colonna e disfatta della flotta imperiale di Ottone II. |
| 984                               | 985            | Romano                                    | Codice diplomatico barese - Lupo, 56 | Basilio II                                                                                 | Romano è nominato catapano d'Italia tra l'autunno 984 e la primavera dell'anno successivo. |
| 989                               | 989            | Giovanni Ammiropulo                       | | Basilio II                                                                                 | 989: intervento a Bari del catapano Giovanni che elimina i capi ribelli Leone Cannato, Nicola Criti e Porfirio. |
| 998                               | 1006           | Gregorio Tarcaniota o Tarchaneiotes       | Lupo, 56 - Anonimo Barese, 148 | Basilio II                                                                                 | 999 o 1000: Gregorios Tarchaneiotes soffoca le rivolte di Maraldo a Bari e di Teofilatto a Gravina; allontana i saraceni; concede benefici al Clero locale filoimperiale. Nel 1001 scaccia il rinnegato Loukas da Pietrapertosa per proteggere il kastron (città fortificata) di Tricarico. Da maggio a ottobre 1002 o 1003 Bari è assediata dai saraceni del rinnegato Loukas: l'intervento dei veneziani di Pietro II Orseolo accanto ai bizantini la libera. |
| 1006                              | 1007           | Alessio Xifea o Xiphias                   | Lupo, 56 - Anonimo Barese, 148 | Basilio II                                                                                 | Il catapano Alessio Xiphias entra a Bari nel luglio 1006. Nel marzo 1007 promulga un diploma per Alessandro, abate del monastero di S. Giovanni in Lamis (oggi convento di San Matteo, in agro di San Marco in Lamis). Muore nel corso del 1007. |
| 1008                              | 1010           | Giovanni Curcuas o Kurkuas                | Lupo, 57 - Annales Barenses, 53 | Basilio II                                                                                 | Nel maggio 1010 (secondo alcuni 1009) sotto la guida di Melo di Bari alcune città pugliesi insorgono contro l'impero di Bisanzio. Il catapano Curcuas viene ucciso. |
| 1010                              | 1016           | Basilio Argiro il Mesardonite             | Lupo, 57 - Cod. dipl. brindisino, 5 | Basilio II                                                                                 | L'11 giugno 1011 il catapano Basilio riconquista la città di Bari dopo un assedio di due mesi. Poco dopo intraprende la costruzione o l'ampliamento del Palazzo del Catapano a Bari (sul luogo dove oggi è la Basilica di San Nicola). |
| maggio 1017                       | dicembre 1017  | Tornicio Contoleone                       | Lupo, 56 - Anonimo Barese, 148 - Skylitzes, 348 - Guglielmo, vv.57-76                                                                         | Basilio II                                                                                 | Nel 1017 Melo di Bari ricostituisce un esercito di insorti con mercenari normanni; a maggio e a giugno sconfigge le truppe bizantine prima sulle rive del Fortore e poi nei pressi di Troia (Italia), aprendosi la strada fino a Trani. Tornicio avrebbe abbandonato ignominiosamente il campo di battaglia (fuit inde secutus / Turnicius, sed terga dedit victusque recessit). |
| dicembre 1017                     | 1027           | Basilio Boioannes                         | Lupo, 57 - Anonimo Barese, 148-149 - Skylitzes, 426 - Leone Ostiense, 653-661 - Guglielmo, I, 84-94                                           | Basilio II e poi Costantino VIII                                                           | Nell'inverno 1017-18 Melo di Bari respinge nella battaglia di Vaccarizza l'esercito greco del nuovo catapano. Ma il 1º ottobre 1018 il catapano Basilio Boioannes sconfigge definitivamente gli insorti guidati da Melo e ristabilisce l'autorità bizantina nell'Italia meridionale. Al catapano Basilio va ricondotta anche la riorganizzazione delle diocesi della Puglia settentrionale. Nel 1023 Boioannes con un gruppo di baresi compie una missione in Croazia e qualche anno dopo in Calabria e Sicilia. Nello stesso anno dirime una controversia tra l'igumeno Nicolaos del monastero della Theotokos (Madre di Dio) del Rifugio ed alcuni cittadini, per la proprietà del korion (piccolo borgo non fortificato) sorto intorno monastero, nei pressi della città di Tricarico.                                                             |
| 1027 circa                        | 1029           | Cristoforo Burgaris                       | Lupo, 57 - Anonimo Barese, 149 - Chronaca siculo-saracena, 86                                                                                 | Romano III Argiro                                                                          | Nel 1029 il catapano Cristoforo Burgaris viene sconfitto nelle vicinanze di Reggio ad opera degli arabi |
| luglio 1029                       | giugno 1032    | Poto Argiro                               | Lupo, 57 - Anonimo Barese, 149 | Romano III Argiro                                                                          | Il catapano Poto Argiro arriva nel luglio 1029 a Bari occupata dai saraceni. I suoi scontri con gli arabi proseguono fino al 1032 quando viene ucciso in battaglia sulle coste calabresi. |
| 1032                              | maggio 1033    | Michele Protospata                        | Lupo, 58 - Anonimo Barese, 149 - Codice diplomatico barese, 43-46                                                                             | Romano III Argiro                                                                          | Michele giunge a Bari come catapano nella primavera del 1032, ma il suo beve incarico si esaurisce in appena un anno senza particolari eventi. |
| maggio 1033                       | 1038           | Costantino Opo                            | Lupo, 58 - Anonimo Barese, 149 - Skylitzes, 389-401                                                                                           | Romano III Argiro e poi Michele IV                                                         | Nell'estate 1033 il catapano Costantino Opo viene inviato in Calabria con Giovanni Cubiculario, comandante della flotta, per respingere i saraceni: il conflitto si trascina per anni tra negoziati e tregue. Alla fine del 1038, tentativo bizantino di riconquista della Sicilia in mano agli arabi: Guaimario IV di Salerno e i Normanni di Guglielmo Braccio di Ferro sono al fianco dei greci comandati da Giorgio Maniace. |
| 1038                              | 1039           | Michele Sfrondilo o Spondyles             | | Michele IV Paflagonio                                                                      | Non è attestato con certezza che Michele abbia assunto la carica di catapano d'Italia, tuttavia è possibile che il basileus abbia disposto la sostituzione di Costantino Opo, forse destinato alla campagna della riconquista della Sicilia con Maniace. |
| febbraio 1039                     | gennaio 1040   | Niceforo Doceano o Dokeianos              | Lupo, 58 - Anonimo Barese, 149 - Annales Barenses, 54                                                                                         | Michele IV                                                                                 | I conterati che hanno abbandonato la campagna di Sicilia ritornano in Puglia, dove si rendono protagonisti di un'insurrezione antibizantina. Il catapano Niceforo muore ad Ascoli Satriano nel gennaio 1040 mentre li incalza. |
| novembre 1040                     | estate 1041    | Michele Doceano o Dokeianos               | Lupo, 58 - Anonimo Barese, 150 - Annales Barenses, 54-55 - Skylitzes, 425                                                                     | Michele IV                                                                                 | I conterati vengono dispersi dall'intervento congiunto di Argiro, inviato da Bisanzio, e del nuovo catapano Michele, giunto solo a novembre 1040 dalla Sicilia. Prosegue la ribellione antibizantina, ora guidata da Arduino, signore longobardo di Melfi. Il 17 marzo 1041 nella battaglia di Olivento, presso Melfi i Normanni ed i Longobardi sconfiggono i Bizantini, guidati dal catapano Michele Dokeianos. Il 4 maggio seconda sconfitta per i bizantini nella battaglia di Montemaggiore (presso Canne, sul fiume Ofanto): 2000 Normanni sconfiggono 18000 Bizantini di Michele Dokeianos; i Normanni conquistano la Puglia, mentre il catapano ripara a Bari (fugit Dulchianus in Barum) e prova a ricostituire un esercito con le truppe rimaste in Sicilia, ma l'imperatore lo destituisce destinandolo di nuovo alla campagna di Sicilia. |
| estate 1041                       | 1042           | Exaugusto Boioannes                       | Lupo, 58 - Anonimo Barese, 150 - Annales Barenses, 55 - Leone Ostiense, 676 - Guglielmo, I, 345-348 - Amato, II, 24-26                        | Michele IV                                                                                 | 3 settembre 1041: nella battaglia di Montepeloso, presso Irsina, i bizantini guidati dal catapano Boioannes vengono ricacciati dai Normanni e Longobardi. Il catapano viene catturato e condotto prigioniero a Benevento da Atenolfo di Benevento; successivamente, venuto meno l'appoggio di Guaimario IV di Salerno, gli insorti sono costretti a rilasciarlo. A dicembre Argiro appoggia la causa degli insorti e il 2 febbraio 1042 riceve a Bari il titolo che fu del padre Melo di Bari: duca di Puglia. |
| febbraio 1042                     | aprile 1042    | Sinodiano                                 | | Michele V Calafato                                                                         | Le fonti non dicono espressamente che Sinodiano abbia assunto la carica di catapano d'Italia, tuttavia è probabile che l'imperatore abbia lo destinato a Bari. |
| aprile 1042                       | settembre 1042 | Giorgio Maniace                           | Lupo, 58 - Anonimo Barese, 151 - Annales Barenses, 55-56 - Skylitzes, 422-427 - Zonara, II, 590 - Leone Ostiense, 675 - Guglielmo, I, 441-460 | Zoe e Costantino IX Monomaco                                                               | Nella primavera del 1042 Giorgio Maniace, appena riabilitato e nominato catapano da Zoe, sbarca a Taranto e sconfigge gli insorti a Matera; poi assale Monopoli e le altre città ribelli dove ristabilisce l'ordine con durezza. Ma a causa di intrighi di corte nel settembre viene destituito da Costantino IX Monomaco. Argiro durante l'assedio di Trani, accoglie l'invito del nuovo imperatore e rientra nell'obbedienza costantinopolitana, volgendo le spalle ai normanni. |
| autunno 1042                      | autunno 1042   | Pardo                                     | Lupo, 58 - Anonimo Barese, 151 - Annales Barenses, 56 - Skylitzes, 428 - Psello, II, 3                                                        | Costantino IX Monomaco                                                                     | Nel settembre 1042 Pardo giunge a Otranto per sostituire Maniace, ma questi gli tende una trappola, lo elimina e si prepara per insorgere contro l'imperatore. |
| febbraio 1043                     | primavera 1043 | Basilio Teodorocano                       | Lupo, 58 - Anonimo Barese, 151 - Guglielmo, I, 559                                                                                            | Costantino IX Monomaco                                                                     | Il nuovo catapano Teodorocano nel febbraio assedia Maniace a Otranto, lui si autoproclama imperatore, attraversa l'Adriatico e marcia verso Costantinopoli, ma nel 1043 viene ucciso in battaglia. Nel 1043 Argiro viene sconfitto a Venosa dai Normanni di Guglielmo Braccio di Ferro, che era suo alleato. Nel 1044 Guaimario IV di Salerno e Guglielmo Braccio di Ferro iniziano la conquista della Calabria bizantina e costruirono un'ampia fortezza a Squillace. |
| autunno 1045                      | settembre 1046 | Eustazio Palatino                         | Lupo, 58 - Anonimo Barese, 151 | Costantino IX Monomaco                                                                     | Nel corso del 1046 il catapano si scontra con i Normanni a Taranto e a Trani: sconfitto, si rifugia nel palazzo del catapano a Bari in attesa di rinforzi. |
| settembre 1046                    | dicembre 1046  | Giovanni Raffaele                         | Lupo, 59 - Anonimo Barese, 151 | Costantino IX Monomaco                                                                     | Il nuovo catapano arriva nel settembre 1046 a Bari, prova ad assediarla, ma deve ritirarsi a Otranto. A ottobre alcune scaramucce e Lecce e a Ostuni sono favorevoli ai bizantini. Nel febbraio del 1047 l'imperatore Enrico III attribuisce a Drogone d'Altavilla il titolo di Dux et magister Italiae comesque Normannorum totius Apuliae et Calabriae, ossia Duca e Signore d'Italia e Conte dei Normanni di tutta la Puglia e la Calabria. |
| 1050                              | 1058           | Argiro                                    | Lupo, 58 - Anonimo Barese, 151 - Guglielmo, II, 45-54                                                                                         | Costantino IX Monomaco, poi Zoe e Teodora, poi Michele VI Bringa e infine Isacco I Comneno | Argiro nel 1050 è nominato Magister et Dux Italiae; nel marzo del 1051 torna in Puglia e seda una rivolta a Bari ristabilendo l'autorità di Bisanzio nelle terre non ancora in mano ai normanni. Ad agosto con l'appoggio della popolazione locale trama contro i Normanni riuscendo a far assassinare Drogone d'Altavilla. Nel corso del 1052 Argiro intavola trattative col papa Leone IX per attaccare i normanni. Il 18 giugno 1053 sul fiume Fortore ha luogo la cruenta battaglia di Civitate che vede contrapposti i Normanni all'esercito pontificio. I Normanni trionfano e Argiro si rifugia a Vieste; poi cade in disgrazia a corte e viene reintegrato solo nel 1057 con l'avvento al trono di Isacco Comneno. Il nuovo pontefice Niccolò II si schiera con i Normanni e Argiro viene destituito dal ruolo di catapano.                   |
| 1060                              | 1060           | Miriarca                                  | Lupo, 59 | Costantino X Ducas                                                                         | Nel 1060 Roberto il Guiscardo nel corso della campagna di conquista della Puglia si scontra a Taranto, Oria, Brindisi e Otranto con i bizantini guidati da un miriarca (comandante della flotta?) o da Miriarca, che potrebbe essere identificato con un catapano d'Italia. |
| 1060                              | 1061           | Marula o Marules                          | Anonimo Barese, 152 | Costantino X Ducas                                                                         | Nel gennaio 1061 i bizantini minacciano Melfi; Roberto il Guiscardo ritorna dalla Sicilia e libera la sua capitale (maggio 1061). |
| 1062                              | 1062           | Siriano                                   | Anonimo Barese, 152 | Costantino X Ducas                                                                         | |
| 1063                              | 1064           | Abulchares                                | Anonimo Barese, 152 | Costantino X Ducas                                                                         | |
| 1064                              | 1064           | Leone Perenos                             | Anonimo Barese, 152 - Skylitzes Cont., 159 | Costantino X Ducas                                                                         | Pereno, già catapano del thema di Dyrrachion, viene nominato catapano d'Italia, ma la situazione a Bari e in Puglia in generale non gli consente di assumere la carica in maniera effettiva. |
| 1066                              | 1069           | Michele Mauricas anche Mabrica o Mambrica | | Costantino X Ducas e poi Romano IV Diogene                                                 | Mabrica viene inviato in Puglia dal basileus Costantino X Ducas nel 1066 su richiesta dell'arcivescovo di Bari. Giunge l'anno dopo con un esercito di variaghi e riconquista Brindisi e Taranto che pone sotto il comando di Niceforo Caranteno, un soldato bizantino che aveva combattuto contro i bulgari. La serie di successi che ottiene contro i normanni è vana, perché ormai la potenza bizantina nel Meridione d'Italia è in declino. |
| 1069                              | 1071           | Avartutele                                | Amato, V, 28 | Romano IV Diogene                                                                          | Avartutele arriva in Puglia quando i Normanni tengono sotto assedio Bari, Brindisi e altre città. Nel 1070 Brindisi cade in mano dei Normanni. |
| 1071                              | 1071           | Stefano Paterano                          | Guglielmo, II, 543-545 | Romano IV Diogene                                                                          | Nell'aprile 1071 anche Bari, ultimo caposaldo bizantino in Italia, cade in mano dei Normanni e l'ultimo catapano deve abbandonare definitivamente la città e ogni altro dominio nell'Italia meridionale. |

## Fonti
- Lupo = Lupi Protospatarii Chronicon, in Monumenta Germaniae Historica, Scriptores, V, Hannover 1844, pp. 51–63
- Annales Barenses = Annales Barenses anonymi ab 605-1043, in Monumenta Germaniae Historica, Scriptores, V, Hannover 1844, pp. 51–56
- Amato = Amato di Montecassino, Storia dei Normanni, introduzione, traduzione e note di Giuseppe Sperduti, ed. Ciolfi, Cassino 1999. ISBN 8886810040
- Guglielmo = Guglielmo di Puglia, Le gesta di Roberto il Guiscardo; introduzione, traduzione e note di Francesco De Rosa. (Collana di studi storici medioevali, 10), Cassino 2003
- Anonimo Barese = Anonimi Barensis Chronicon, in Rerum Italicarum Scriptores,  V, Milano 1724, pp. 145–156.
- Skylitzes = Ioannis Scylitzae, Synopsis Historiarum, ed. Hans Thurn, CFHB, 1973. ISBN 9783110022858